# Национальные сокровища Японии

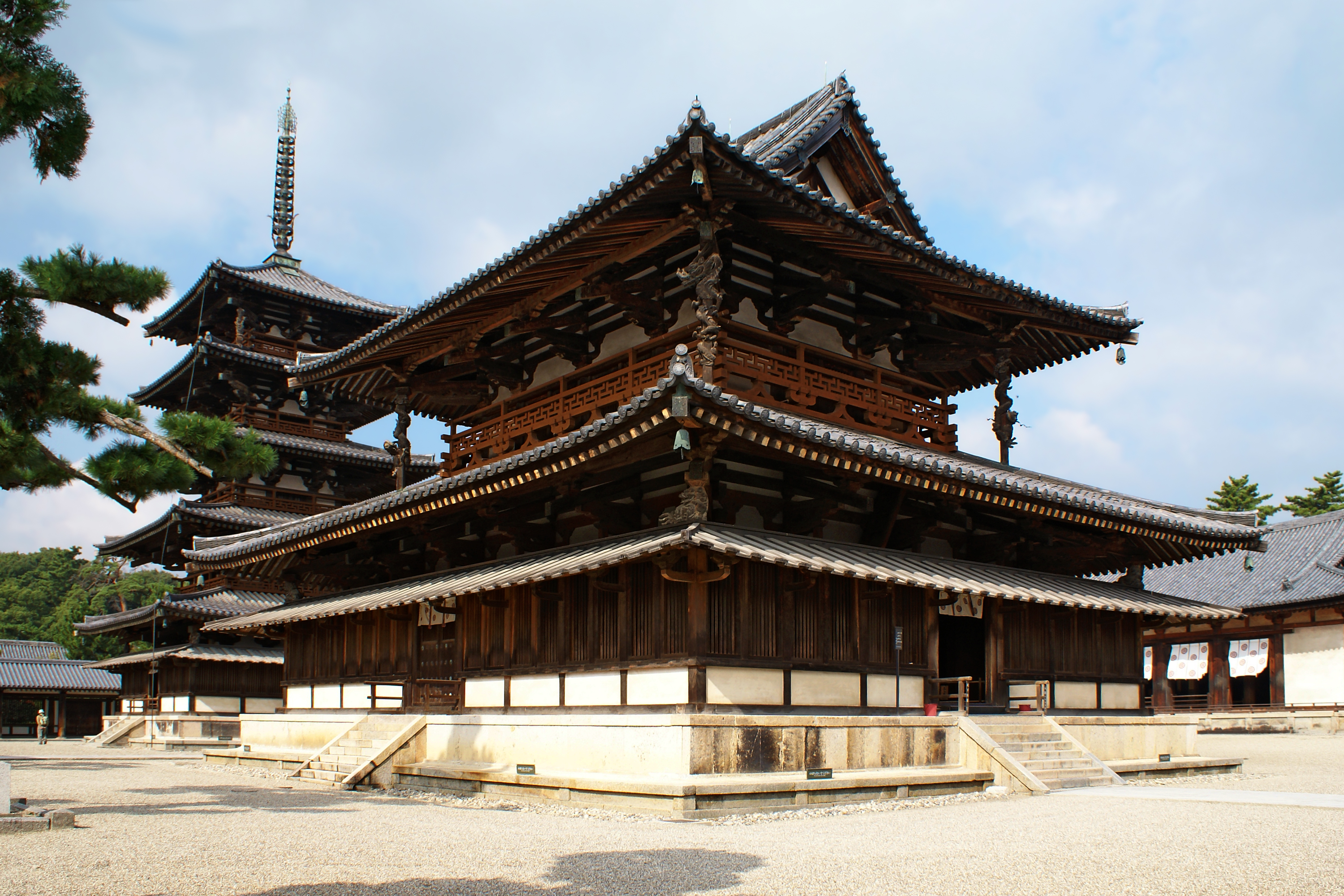
Храм Хорю-дзи в Наре

Хасэгава Тохаку «Сосновый лес»

Кукай. Список Фусинтё, храм Тодзи

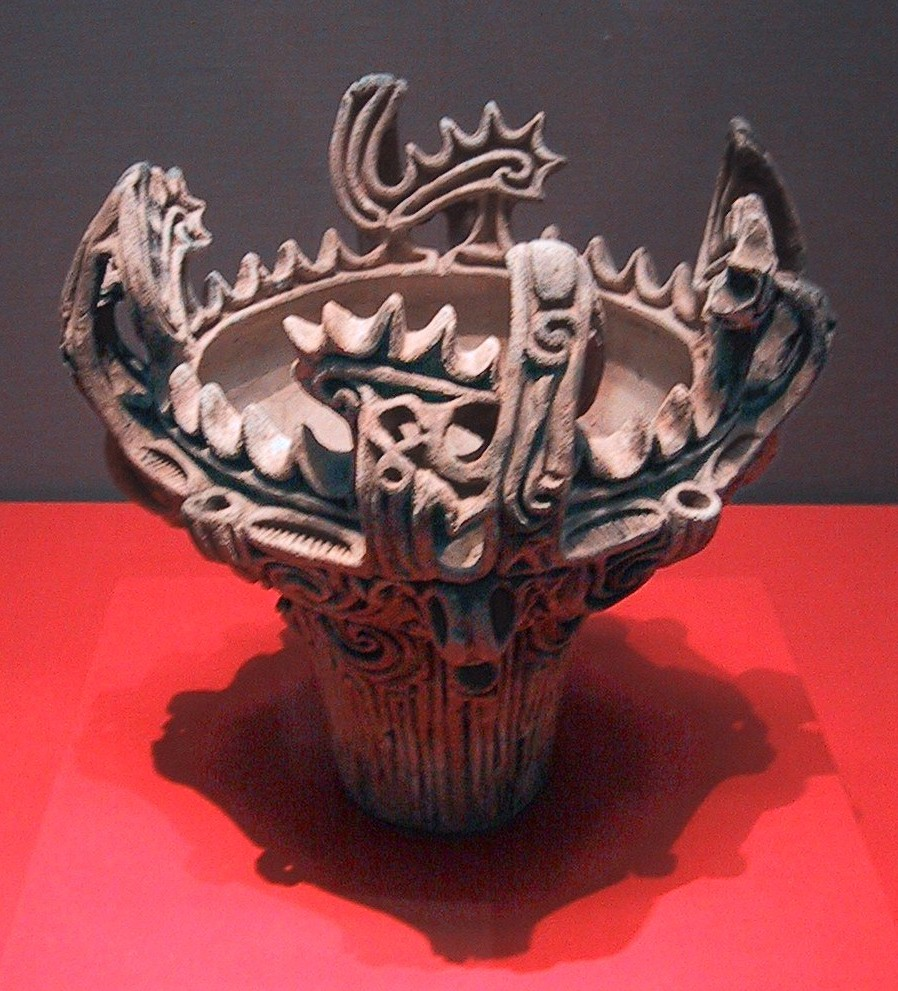
Сосуд эпохи Дзёмон

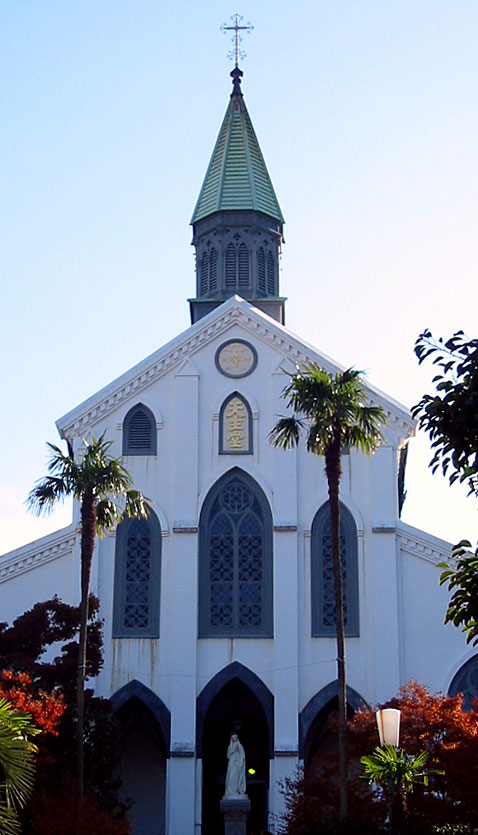
Церковь Оура, Нагасаки

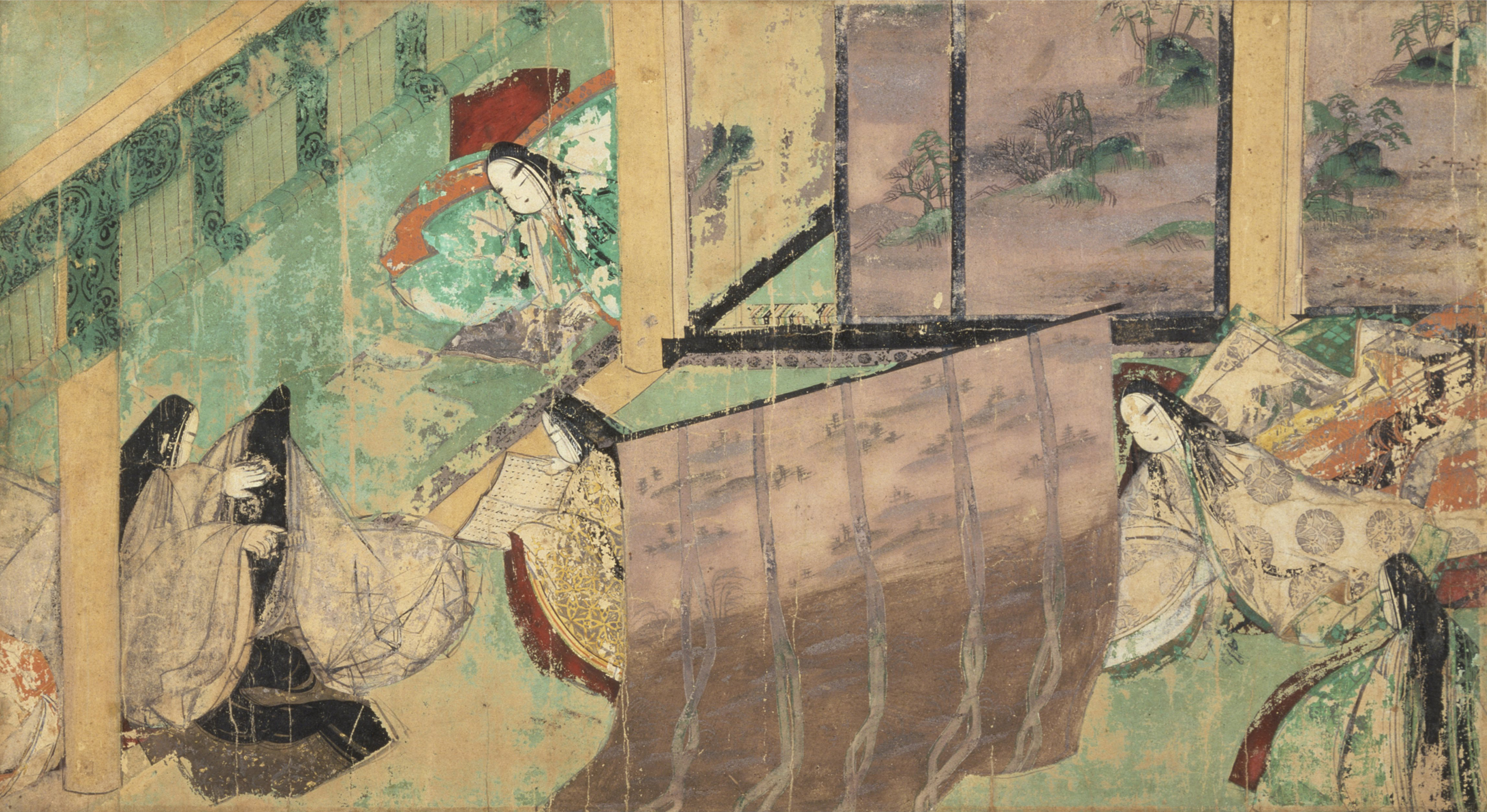
Иллюстрация на пергаменте к Повести о Гэндзи

Национальные сокровища Японии (яп. 国宝 кокухо:) — важнейшие культурные ценности Японии, избираемые Министерством образования, культуры, спорта, науки и технологий (МЕХТ) и утверждаемые японским правительством.

## Общие сведения
В число национальных сокровищ Японии входят:
- Здания: замки, башни, пагоды, дворцы, храмы;
- Картины, книжные миниатюры, также и в свитках, записи сутр, шедевры каллиграфии;
- Статуи из бронзы, дерева, лака, прочих материалов;
- Ремесленные изделия и предметы искусства: керамика, художественная резьба, изделия из металла, нэцкэ, уруси, мечи и ткани;
- Археологические находки и исторические реликвии: древние похоронные принадлежности, документы, знамёна, письма.

Многие национальные сокровища собраны в музеях, например, в Национальных музеях Токио, Нары и Киото. Также и буддистские, и синтоистские храмы, относящиеся к национальным сокровищам, доступны для посещений и представляют собой своего рода музеи. Значительная часть национальных сокровищ хранится при императорском дворе, только в Киото находится до 1/5 от их общего количества.
В Японии существуют также так называемые живые национальные сокровища. Так обозначаются люди, представляющие для японской нации особое значение в сохранении культурных традиций. К ним относятся в первую очередь ведущие актёры театров но, кабуки и бунраку, а также известные мастера характерных для Японии ремесел и изобразительных искусств.

## Категории
Национальные сокровища Японии подразделяются следующим образом:
- Искусство — 861 единица, в том числе:
  - живопись — 157;
  - скульптура — 126;
  - прикладное искусство — 252;
  - каллиграфия — 223;
  - письмена и документы — 59;
  - археологические находки — 42;
  - исторические материалы — 2.
- Архитектура — 214.

## Избранные объекты
- Архитектура:
  - Бёдо-ин;
  - Тион-ин;
  - Энгаку-дзи;
  - Три горы Дэва;
  - Ганго-дзи;
  - Замок Химэдзи;
  - Тосёдай-дзи;
  - Сумиёси-тайся;
  - Якуси-дзи;
  - Нинна-дзи;
  - Камо-дзи;
  - Сёфуку-дзи;
  - Замок Инуяма;
  - Ицукусима;
  - Касуга-тайся;
  - Киёмидзу-дэра;
  - Замок Мацумото;
  - Тодай-дзи;
  - Идзумо-тайся;
  - Замок Хикумэ;
  - Хорю-дзи;
  - Оура Тэнсюдо;
  - Исоноками-дзингу;
  - Тюсондзи.
  - Китано-Тэммангу.
- Ремёсла:
  - Кандзаси.
- Искусство:
  - Сосновый лес.
  - Ширма Хиконэ.
  - Ирисы.
  - Кипарис.
  - Цветение красной и белой сливы.
  - Пейзаж (свиток авторства Сэссю).